# 라파엘 파스
라파엘 "라파" 파스 마린(스페인어: Rafael "Rafa" Paz Marín, 1965년 8월 2일, 안달루시아 지방 푸에블라 데 돈 파드리케 ~)은 스페인의 전 축구 선수로, 현역 시절 주로 우측 미드필더로 활약하였다.

## 클럽 경력
파스는 안달루시아 지방 그라나다도 푸에블라데돈파드리케 사람이다. 그라나다 74의 유소년부에서 축구를 하던 그는 이웃 세비야의 유소년부로 갈아탔고, 세비야 소속으로 340번의 라 리가 경기에 출전하여 25골을 기록하였다. 1989-90 시즌, 별 탈 없이 전 경기에 출전한 그는 개인 단일 시즌 최다인 6골을 넣어, 안달루시아 연고 구단이 리그에서 6위를 차지해 UEFA컵에 진출하도록 도왔다.
세비야가 1996-97 시즌을 끝으로 강등되자, 파스는 멕시코로 건너가 셀라야에서 1년을 더 보내고 현역에서 은퇴하였는데, 이 곳에서 그는 전 국가대표 동료 에밀리오 부트라게뇨와 한배를 탔었다.

## 국가대표팀
파스는 스페인 국가대표팀 경기에 7번 출전했는데, 모두 1990년에만 출전하였으며, 1990년 FIFA 월드컵에 참가해 2경기를 뛰기도 하였다. 그의 첫 국가대표팀 경기는 2월 21일, 체코슬로바키아와의 친선경기였다.

## 수상
스페인 U-20
- FIFA U-20 월드컵 준우승: 1985[3]